# Heinrich George

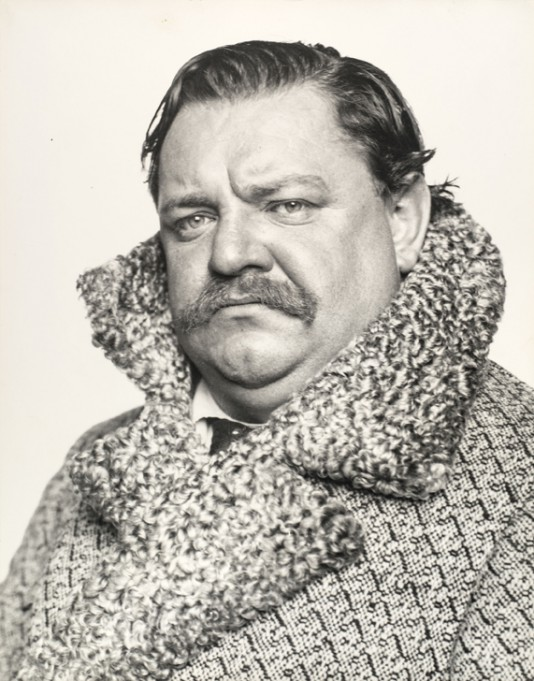
Porträtfoto Heinrich Georges von Hugo Erfurth (1930)

Heinrich George (* 9. Oktober 1893 als Georg August Friedrich Hermann Schulz in Stettin, ab 1932 amtlich Heinrich George; † 25. September 1946 im Speziallager Sachsenhausen) war ein deutscher Schauspieler und der Vater von Götz George.

## Leben

### Herkunft, Ausbildung und erste Jahre
Er war der zweite Sohn des ehemaligen Deckoffiziers und Magistrats Bureau Assistenten August Friedrich Schulz und von Anna Auguste Wilhelmine Glander. Er verließ noch vor dem Abitur die Oberrealschule in Berlin und nahm Schauspielunterricht in Stettin. Im Sommer 1912 gab er sein Debüt in Kolberg als Oberkellner in der Operette Die keusche Susanne von Jean Gilbert. Nach weiteren Bühnenstationen in Bromberg und Neustrelitz nahm er als Kriegsfreiwilliger am Ersten Weltkrieg teil und wurde im Winter 1915 schwer verwundet.

### Weimarer Republik

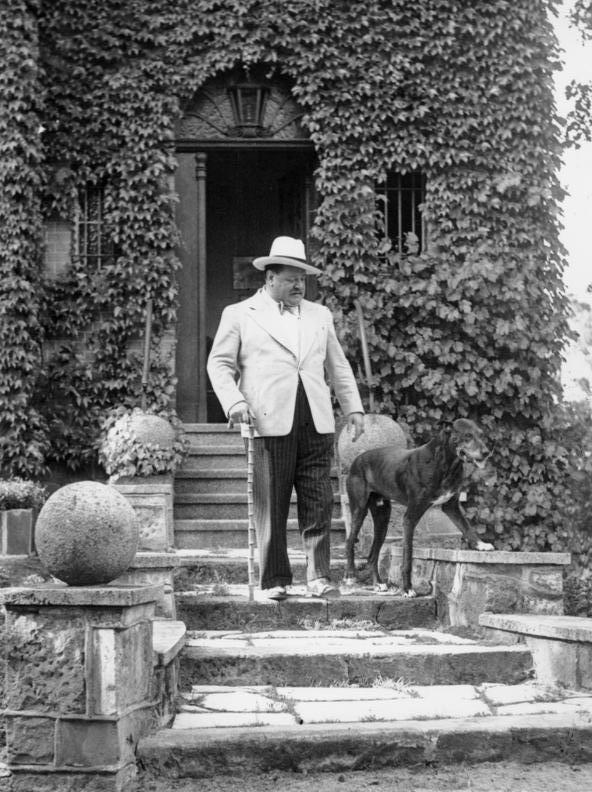
Heinrich George vor seinem Haus am Wannsee, 1930er Jahre

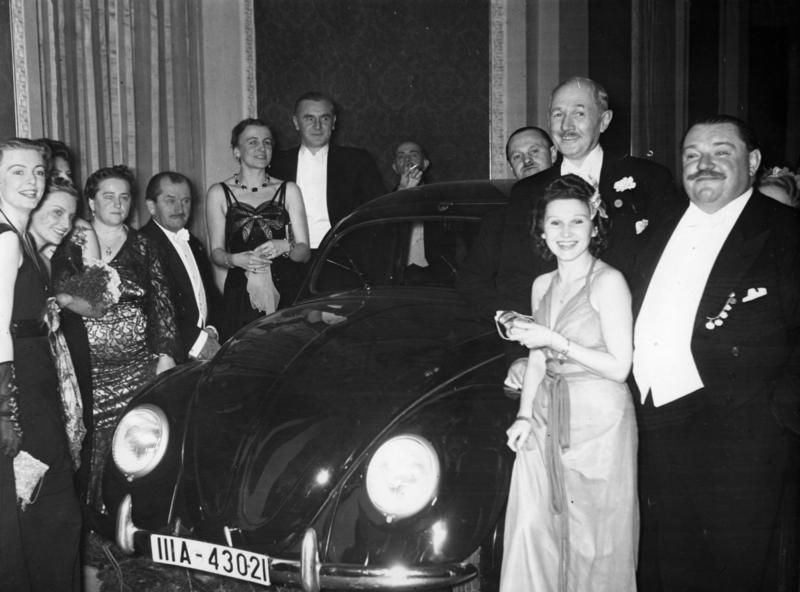
Beim Presseball 1939 freut George (rechts) sich im Beisein von Bengt Berg (3. v. r.) und Ferdinand Porsche (5. v. l.) mit der Gewinnerin eines KdF-Wagens

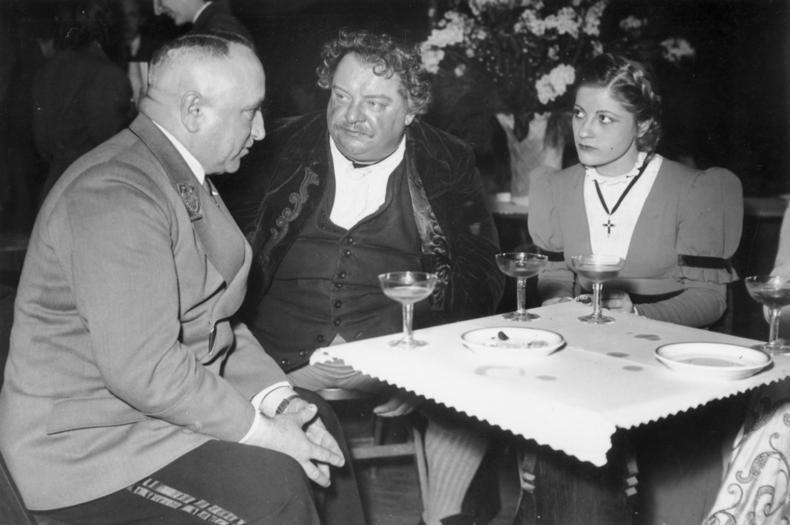
Heinrich George (Mitte) bei einem Gastspiel im besetzten Frankreich mit Robert Ley und Gisela Uhlen (1941)

Nach Rückkehr aus dem Krieg folgten Anstellungen in Dresden am Albert-Theater (1917/18), Frankfurt am Main am Schauspielhaus (1918–1921) und 1921 am Deutschen Theater in Berlin. Während seiner Zeit in Frankfurt war George, der neben der Schauspielerei auch Violine spielte, u. a. an einer Inszenierung von Oskar Kokoschkas Hiob  beteiligt, die aufgrund des Kurzauftritts einer nackten Frau mit Protesten und Handgreiflichkeiten des Publikums endete.
1921 drehte er bei Regisseur Ludwig Berger seinen ersten Film. In den folgenden Jahren wurde er einer der renommiertesten Schauspieler der Weimarer Republik. Er war Mitglied im VDSt Greifswald und engagierte sich in der Kommunistischen Partei Deutschlands. Er spielte unter Erwin Piscator und Bertolt Brecht. Ab Mitte der 1920er Jahre trat er auch in populären Rollen als Filmschauspieler auf.
1923 gründete er mit den Schauspielern Elisabeth Bergner und Alexander Granach das Schauspielertheater, um als Künstler unabhängiger arbeiten zu können. Von 1925 bis 1929 spielte er vorwiegend an der Volksbühne. 1926 spielte er in Fritz Langs Film Metropolis den Werkmeister der Herzmaschine. Von 1926 bis 1938 trat er regelmäßig bei den Heidelberger Festspielen auf. 1929 organisierte George im Staatstheater am Gendarmenmarkt eine historische Gedenkfeier für seinen Freund und Kollegen Albert Steinrück, an der so gut wie alle namhaften Berliner Schauspieler der damaligen Zeit, zum Teil in kleinsten Rollen, teilnahmen. Ziel der Veranstaltung war es, den Nachkommen Steinrücks durch den Verkauf von Steinrücks Gemälden, die dazu im Theater ausgestellt waren, ein Auskommen zu sichern.
Für seine Inszenierung des Götz von Berlichingen als „Urgötz“ – mit ihm selbst in der Hauptrolle – im Oktober 1930 war er auf der Suche nach einer Besetzung für die Rolle der Adelheid von Walldorf. Ernst Legal, mit dem Berta Drews an der Reinhardt-Schule in Berlin die Adelheid bearbeitet hatte, stellte George die Nachwuchsschauspielerin vor, der sie für diese Produktion verpflichtete. Am Tag nach der Premiere lud George die „Kleene“, wie er sie nannte, zu einer Premierenfeier ein und sie lernten sich in der Folge näher kennen.
1931 bekam das Paar George-Drews seinen ersten Sohn, der in Berlin lebt und als Fotograf arbeitet. Mit Wirkung vom 12. Oktober 1932 wurde Georg Schulz die schon einige Zeit früher beantragte amtliche Namensänderung auf seinen Künstlernamen Heinrich George bewilligt, mit dem er zuvor schon als Schauspieler Karriere gemacht hatte. 1933 heirateten die beiden, 1938 wurde ihr zweiter Sohn Götz geboren, der ebenfalls Schauspieler wurde.

### Zeit des Nationalsozialismus
Nach Hitlers Machtergreifung Anfang 1933 wurde Heinrich George zunächst vom Spielbetrieb ausgeschlossen, arrangierte sich jedoch mit dem NS-Regime und übernahm bis 1945 eine aktive Rolle in der NS-Film- und Radiopropaganda. Er spielte in verschiedenen UFA-Filmen mit, darunter in den NS-Propagandafilmen Hitlerjunge Quex (1933) und Kolberg (1943/45) sowie dem antisemitischen Propagandafilm Jud Süß (1940). Am 1. März 1938 wurde er von Joseph Goebbels mit der Leitung des Schiller-Theaters beauftragt. In dieser Funktion nahm er auch Künstler unter Vertrag, die vom NS-Regime „unerwünscht“ waren, darunter den Kunsthistoriker Wilhelm Fraenger (als Kommunist 1933 in Heidelberg entlassen), den katholischen Schauspieler Robert Müller (gemäß den nationalsozialistischen Rassegesetzen als Jude entlassen), den Grafiker Karl Rössing (zur NSDAP übergetretener Kommunist) und dessen Schüler Günther Strupp.
Anlässlich seines 50. Geburtstages verlieh ihm Adolf Hitler „als Zeichen seiner hohen Anerkennung für künstlerische Verdienste“ den Titel eines Generalintendanten und ehrte ihn durch Überreichung seines Bildnisses mit persönlicher Widmung von Joseph Goebbels, der ihm diese Ehrung überbrachte. Bereits zuvor hatte ihn Hitler anlässlich des Jahrestages der Machtergreifung der Nationalsozialisten am 30. Januar 1937 zum Staatsschauspieler ernannt.
Nachdem Brandbomben das Schiller-Theater im September 1943 schwer beschädigt hatten, überreichte ihm Goebbels das Verdienstkreuz 2. Klasse – „für Löscharbeiten in der Brandnacht“. Im August 1944 wurde Heinrich George in die Gottbegnadeten-Liste aufgenommen.

### Verhaftungen und Internierung
Am 14. Mai 1945 wurde George laut Berta Drews das erste Mal von sowjetischen Offizieren mit den Worten „Er bleibt nicht lange“ verhaftet und am nächsten Tag wieder freigelassen. Für die Familie wurden ihm Fleisch und Wein mitgegeben. Eine Woche darauf wurde er erneut für einen Tag inhaftiert, ab 26. Mai zum dritten Mal für fünf Tage. Seinen Vernehmern soll er gesagt haben „Bitte erschießt mich“, seine Frau berichtete in ihren Lebenserinnerungen (1956/1986), dass er geäußert habe:

„Sie sollen mir alles nehmen, was ich besitze, mich hungern lassen und demütigen. Wenn sie mir aber verbieten, zu spielen, werde ich sterben.“

Am 31. Mai hat George vom Bürgermeister von Charlottenburg eine Bescheinigung erhalten, wonach er nicht zu Aufräumungsarbeiten herangezogen werden dürfe, „da er jederzeit den Behörden
zwecks Vernehmungen zur Verfügung zu stehen hat“. Anfang Juni stellte ihm der sowjetische Stadtkommandant Nikolai Bersarin einen sogenannten „Schutzbrief“ aus, der in der KGB-Akte als ein bei der letzten Festnahme beschlagnahmter „Passierschein“ aufgetaucht ist. Kurz darauf sollen sich zwei fremde Deutsche in der verwüsteten und geplünderten Villa zu schaffen gemacht haben, einen Tag später kamen zwei weitere, die George, trotz seiner für ihn günstigen Bescheinigungen, mit den Worten  „Bersarin ist tot!“ abführten.
Die chronologisch geordnete Akte beginnt mit einer undatierten Anzeige von fünf Denunzianten, drei von ihnen mit lesbarer Unterschrift. Angeführt wird in dem Schreiben: „Noch 14 Tage bevor uns die Rote Armee vom Nazi-Joch befreite, stellte er sich der NSDAP zur Verfügung und versuchte, die Berliner in Form eines Aufrufs in der Berliner Presse noch zu aktivem Widerstand aufzuwiegeln. Als Zeuge gegen George kann das ganze deutsche Volk antreten. Wenn man George auf irgendeine deutsche Bühne stellte, würde er unserer Meinung nach gelyncht werden.“ Eine weitere, anonyme Denunzierung beruft sich auf den Schauspieler Bob Iller, der bezeugen könne, dass sich George seiner Rolle bewusst gewesen sei.
Sechs Wochen nach seiner Festnahme und drei Wochen nach dem Verhör ordnete Oberleutnant Bibler am 28. Juli 1945 nachträglich die Verhaftung an. Darin findet sich die fast wörtliche Übernahme der ersten Denunzierung, seinem Chef Pyrin meldet Bibler, dass der Häftling „einer der angesehensten
faschistischen Künstler“ sei, der „durch seine profaschistische Agitation in Rundfunk und Zeitung […] zur Fortsetzung des Krieges bei[trug]“. Schon am Tag davor hatte Biblers sowjetischer Kollege unter Berufung auf den NKWD-Befehl Nr. 0016 vom 11. Januar
1945 Georges Überstellung in das NKWD-Speziallager Hohenschönhausen angeordnet.
Dort gelang es ihm, ein Häftlingstheater mit dem Urfaust als Programm einzurichten. Seine Frau durfte ihn einmal pro Woche für fünf Minuten am Tor sprechen und ihm auch Textbücher und Noten mitbringen. Am 6. Dezember durfte er seinen Sohn Götz umarmen, es war das letzte Mal, dass seine Frau ihn zu sehen bekam. Im Februar 1946 gelangte ein geschmuggelter Kassiber aus dem Lager hinaus, wonach der kommunistische Schriftsteller Friedrich Wolf George zur Freilassung verhelfen wollte unter der Voraussetzung, dass er aber „für uns auf die Barrikade“ muss.
Dazu kam es nicht mehr, George wurde in das sowjetische Speziallager Nr. 7 Sachsenhausen überstellt. Versuche der Berliner Theaterleute, ihn bei den Kulturoffizieren der Sowjetarmee frei zu bekommen, blieben erfolglos, die Offiziere schwiegen. Einem Mithäftling zufolge spielte George auch in Sachsenhausen vor 12.000 Häftlingen und den sowjetischen Bewachern weiter.

### Krankheit und Tod
Der einst massige Mann nahm rapide ab – in dem Kassiber vom Februar 1946 waren schon 80 Pfund (40 Kilogramm) Gewichtsverlust dokumentiert – und war zwischenzeitlich völlig entkräftet. Am 22. September, in der Zeit von Vorproben für eine Dramatisierung der Ballade Tod des Tiberius, begab sich George einem Mithäftling zufolge in die Ambulanz der Inneren Medizin. Der untersuchende Arzt stellte eine Blinddarmentzündung fest. Am nächsten Morgen wurde er von den Sanitätern auf einer Trage in das Lazarett gebracht. In der Folge der Blinddarmoperation starb George am 25. September 1946. Der vom sowjetischen und von deutschen Ärzten unterschriebene Totenschein weist als Diagnose „Laparotomie (Appendizitis), Bronchopneumonie, Herzatrophie“ aus. Als Todesursache wird „Bronchopneumonie und Herzschwäche“ angegeben.

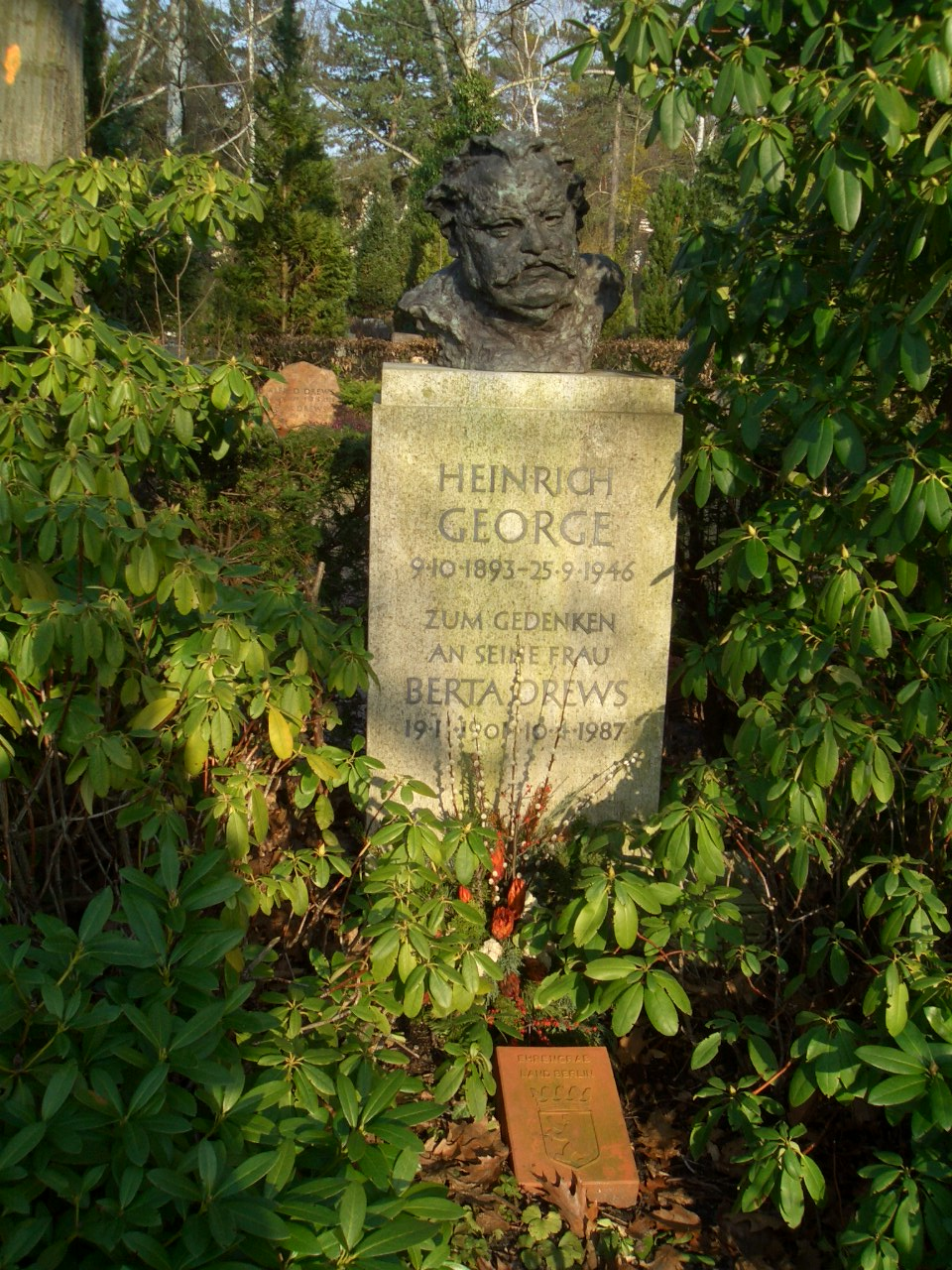
Das Grab von Heinrich George auf dem Friedhof Zehlendorf mit einer Büste von Hans Gerdes

Durch die Fürsprache eines Bewunderers seiner Spielkunst aus dem Lagerpersonal wurde George nicht in einem Massengrab, sondern in einem Einzelgrab beim Lager bestattet. 1994 wurden die Gebeine nach Angaben eines ehemaligen Mithäftlings in einem verwilderten Waldstück bei Sachsenhausen – dem ehemaligen Anstaltsfriedhof des Sonderlagers – gefunden, mittels eines DNS-Vergleichs mit den beiden George-Söhnen identifiziert und nach Berlin überführt.
George wurde auf dem Friedhof Zehlendorf beigesetzt. Als Grabstein dient ein Postament, das eine bronzene Büste Georges trägt, ein Werk des Stuttgarter Bildhauers Hans Gerdes. Eine Inschrift erinnert an Georges Frau Berta Drews, die 1987 auf See bestattet wurde. Auf Beschluss des Berliner Senats ist Georges letzte Ruhestätte seit 1995 als Ehrengrab des Landes Berlin gelistet. Die Widmung wurde 2018 um die übliche Frist von 20 Jahren verlängert.

## Zitate
„Aus dem sowjetischen Verhörprotokoll des Häftlings Heinrich George“ des Verhörs vom 10. Juli 1945 in deutscher Übersetzung, abgelegt in der KGB-Akte Nr. 13 328:

„Bis 1933 nahm ich teil an Aktionen der kommunistischen Partei und hatte engere Verbindung zu Schriftstellern aus dem kommunistischen Lager, darunter Bertolt Brecht, Johannes Becher, Ernst Toller und anderen. Ich spielte damals in demokratischen Filmen, ich war schon da einer der bekanntesten Schauspieler.

1933 kam Hitler an die Macht. Ich wurde vernommen und verlor meine Stellung. Ich hatte die Wahl, entweder auf meine Karriere zu verzichten und möglicherweise ins Gefängnis zu kommen oder mich irgendwie mit dem faschistischen Regime zu arrangieren.“

Georges Sohn Götz, 1995 im Spiegel die Recherchen der Redaktion zusammenfassend:

„Er hat wirklich bezahlt.“

## Filmografie
- 1921: Kean
- 1921: Der Roman der Christine von Herre
- 1921: Lady Hamilton
- 1922: Die Perlen der Lady Harrison
- 1922: Lucrezia Borgia
- 1922: Das fränkische Lied
- 1922: Lola Montez, die Tänzerin des Königs
- 1923: Erdgeist
- 1923: Fridericus Rex IV.
- 1923: Die Sonne von St. Moritz
- 1923: Der Mensch am Wege
- 1923: Quarantäne
- 1924: Steuerlos
- 1924: Soll und Haben
- 1924: Zwischen Morgen und Morgen
- 1925: Mirakel der Liebe
- 1926: Metropolis
- 1926: Das Panzergewölbe
- 1926: Überflüssige Menschen
- 1926: Die versunkene Flotte
- 1927: Das Meer
- 1927: Orientexpress
- 1927: Bigamie
- 1927: Die Ausgestoßenen
- 1927: Die Leibeigenen
- 1928: Die Dame mit der Maske
- 1928: Schmutziges Geld/Song
- 1928: Das letzte Souper
- 1928: Das letzte Fort
- 1928: Rutschbahn
- 1928: Der Mann mit dem Laubfrosch
- 1929: Kinder der Straße
- 1929: Manolescu
- 1929: Der Sträfling aus Stambul
- 1929: Sprengbagger 1010
- 1930: Dreyfus
- 1930: Der Andere
- 1930: Menschen im Käfig
- 1930: 1914, die letzten Tage vor dem Weltbrand
- 1930: Der Mann, der den Mord beging
- 1931: Berlin – Alexanderplatz
- 1931: Menschen hinter Gittern
- 1931: Wir schalten um auf Hollywood
- 1932: Goethe lebt …!
- 1932: Das Meer ruft
- 1933: Schleppzug M 17
- 1933: Hitlerjunge Quex
- 1933: Reifende Jugend
- 1934: Hermine und die sieben Aufrechten
- 1935: Das Mädchen Johanna
- 1935: Nacht der Verwandlung
- 1935: Stützen der Gesellschaft
- 1936: Die große und die kleine Welt
- 1936: Wenn der Hahn kräht
- 1936: Stjenka Rasin
- 1937: Ball im Metropol
- 1937: Versprich mir nichts!
- 1937: Unternehmen Michael
- 1937: Ein Volksfeind
- 1937: Der Biberpelz
- 1938: Frau Sylvelin
- 1938: Es leuchten die Sterne
- 1938: Heimat
- 1939: Das unsterbliche Herz
- 1939: Sensationsprozeß Casilla
- 1939/41: Pedro soll hängen
- 1940: Der Postmeister
- 1940: Jud Süß
- 1940: Friedrich Schiller – Der Triumph eines Genies
- 1941: Schicksal
- 1942: Hochzeit auf Bärenhof
- 1942: Wien 1910
- 1942: Der große Schatten
- 1942: Andreas Schlüter
- 1943: Der Verteidiger hat das Wort
- 1943/45: Kolberg
- 1944: Die Degenhardts
- 1945/52: Das Mädchen Juanita
- 1945: Das Leben geht weiter (unvollendet)
- 1945: Dr. phil. Döderlein (unvollendet)

## Theater

### Schauspieler
- 1925: Friedrich Schiller: Don Carlos (Philipp II.) – Regie: Fritz Holl (Theater Volksbühne am Bülowplatz Berlin)
- 1926: Maxim Gorki: Nachtasyl (Satin) – Regie: Erwin Piscator (Theater Volksbühne am Bülowplatz Berlin)
- 1927: Henrik Ibsen: Peer Gynt – Regie: Fritz Holl (Theater Volksbühne am Bülowplatz Berlin)
- 1928: Lew Tolstoi Der lebende Leichnam (Fedja) – Regie: Karlheinz Martin (Theater Volksbühne am Bülowplatz Berlin)
- 1928: Günther Weisenborn: U-Boot S4 – Regie: Leo Reuss (Theater Volksbühne am Bülowplatz Berlin)
- 1928: Gerhart Hauptmann: Rose Bernd – Regie: Karlheinz Martin (Lessingtheater Berlin)
- 1929: Richard Duschinsky: Die Stempelbrüder – Regie: Gustav Hartung (Renaissance-Theater Berlin)
- 1929: Ehm Welk: Kreuzabnahme (Nowikow) – Regie: Paul Bildt (Volksbühne am Bülowplatz Berlin)
- 1930: Molière: George Dandin (George Dandin) – Regie: Richard Weichert (Schiller Theater Berlin)
- 1930: Gerhart Hauptmann: Friedensfest (Alter Scholz) – Regie: Richard Weichert (Schiller Theater Berlin)
- 1930: Georges Courteline: Boubouroche (Boubouroche) – Regie:? (Schiller Theater Berlin)
- 1933: Friedrich Schiller: Wilhelm Tell (Gessler) – Regie: Carl Ludwig Achaz (Deutsches Theater Berlin)
- 1936: Gerhart Hauptmann: Schluck und Jau – Regie: Gerhart Scherler (Volksbühne Theater am Horst Wessel Platz Berlin)
- 1937: Johann Wolfgang von Goethe:  Götz von Berlichingen mit der eisernen Hand (Götz von Berlichingen) – Regie: Hans-Joachim Büttner (Theater des Volkes Berlin)
- 1939: Paul Sarauw: Der kluge Mann – Regie: Ernst Legal (Schiller Theater Berlin)
- 1940: Pedro Calderón de la Barca: Der Richter von Zalamea – Regie: Ernst Legal (Schiller Theater Berlin)
- 1940: Max Geisenheyner: Obrist Michael – Regie: Walter Felsenstein (Schiller Theater Berlin)

### Regisseur
- 1943: Paul Hensel-Haedrich: Die Pagode Tien-Ti (Schiller Theater Berlin)

## Hörspiele
- 1930: Alfred Döblin: Die Geschichte vom Franz Biberkopf – Regie. Max Bing (Hörspiel – RRG Berlin)

## Filme über Heinrich George
- Heinrich George – Ein ungebändigtes Leben. Dokumentarfilm, Deutschland 1963, Regie: Jan George
- Wenn sie mich nur spielen lassen Dokumentation, Deutschland, 1996, Regie: Irmgard von zur Mühlen[16]
- Dies verlauste nackte Leben (Originaltitel To wszawe nagie zycie), Fernsehfilm, Deutschland/Polen, 1998, Regie: Hans-Christoph Blumenberg[17]
- George. Doku-Drama, Deutschland, 2013, Regie: Joachim A. Lang, mit Götz George in der Hauptrolle als Darsteller seines eigenen Vaters[18]